# 3 września
3 września jest 246. (w latach przestępnych 247.) dniem w kalendarzu gregoriańskim. Do końca roku pozostaje 119 dni.

## Święta
- Imieniny obchodzą: Antoni, Bartłomiej, Bartosz, Bazylisa, Bronisław, Erazma, Feba, Gerard, Gerarda, Grzegorz, Izabela, Jan, Maryn, Maryniusz, Mojmir, Natalis, Przecław, Przedsław, Serapia i Szymon.
- Australia – Dzień Flagi
- San Marino – Święto Republiki
- Katar – Święto Niepodległości
- Wspomnienia i święta w Kościele katolickim[1][2] obchodzą:
  - bł. Brygida od Jezusa Morello (zakonnica)
  - św. Feba (diakonisa)
  - bł. Gerard Tonque (szpitalnik)
  - św. Grzegorz I (papież)
  - bł. Jan Chrzciciel Bottex (męczennik)
  - bł. Jan z Perugii (męczennik)
  - bł. Józef Maria Gros (męczennik)
  - św. Maryn (legendarny założyciel miasta San Marino)
  - bł. Piotr Guérin du Rocher (męczennik)
  - bł. Piotr z Sassoferrato (męczennik)

## Wydarzenia w Polsce
- 1847 – W Toruniu otwarto nieistniejącą już Wielką Synagogę.
- 1856 – Na kanały mazurskie wypłynął pierwszy parowiec „Masovia”.
- 1863 – Powstanie styczniowe: zwycięstwo powstańców w bitwie pod Panasówką.
- 1881 – Otwarto Teatr Nowy (1881–1901) w Warszawie.
- 1910:
  - We Wrocławiu otwarto Kino Palast-Theater.
  - W wielkopolskiej wsi Grzępy spadł meteoryt Grzempach.
- 1914 – I wojna światowa: wojska rosyjskie zajęły Lwów; rozpoczęła się bitwa pod Rawą Ruską.
- 1915 – I wojna światowa: wojska niemieckie zajęły Grodno.
- 1919 – Podpisano porozumienie o warunkach wyjazdów polskich robotników do Francji, na mocy którego została powołana Francuska Misja Robotnicza z oddziałami w Warszawie, Częstochowie i Poznaniu.
- 1922 – 91,11% spośród głosujących w referendum opowiedziało się przeciwko utworzeniu samodzielnego kraju górnośląskiego w ramach Niemiec.
- 1935:
  - W porcie w Gdyni żaglowiec „Dar Pomorza” zakończył rejs dookoła świata.
  - W Warszawie wyszedł pierwszy numer tygodnika naukowo-technicznego „Młody Zawodowiec”.
- 1939 – Kampania wrześniowa:
  - Powołano dowództwo obrony Warszawy, na czele którego stanął gen. Walerian Czuma.
  - Rozpoczęła się akcja niemieckich dywersantów w celu opanowania Bydgoszczy, nazywana w niemieckiej propagandzie „krwawą niedzielą”.
  - Utworzono Legion Czechów i Słowaków.
  - Wojska niemieckie wkroczyły do Częstochowy.
  - Zakończyły się przegrane bitwy pod Węgierską Górką, pod Bukowcem i pod Wyrami
- 1941 – W obozie Auschwitz dokonano pierwszej masowej egzekucji 600 radzieckich jeńców wojennych i 250 Polaków z użyciem cyklonu B.
- 1943 – W Kamesznicy w powiecie żywieckim Niemcy powiesili 10 osób.
- 1944:
  - 34. dzień powstania warszawskiego: nasiliły się walki w Śródmieściu, które zostało zbombardowane przez artylerię i lotnictwo.
  - Oddział z Grupy AK „Kampinos” pod wodzą por. Adolfa Pilcha ps. „Dolina” dokonał w nocy z 2 na 3 września wypadu na wieś Truskaw, gdzie stacjonował kolaboracyjny, rosyjski batalion SS-RONA, zabijając od 91 do 250 Rosjan i raniąc 100, przy stratach własnych 10 zabitych i 10 rannych.
- 1948 – Oblatano prototyp samolotu CSS-10.
- 1972 – Założono Ogólnokształcące Liceum Lotnicze im. F. Żwirki i S. Wigury w Dęblinie.
- 1973 – Premiera filmu wojennego Hubal w reżyserii Bohdana Poręby.
- 1980 – Podpisano porozumienia jastrzębskie.
- 1982 – Premiera filmu wojennego Bołdyn w reżyserii Ewy i Czesława Petelskich.
- 1987:
  - 8 osób zginęło, a kilkadziesiąt zostało rannych w katastrofie kolejowej na stacji Warszawa Włochy.
  - 7 osób zginęło, a 73 zostały ranne w katastrofie tramwajowej w Warszawie.
- 1999:
  - Na antenie telewizji TVN zostało wyemitowane premierowe wydanie polskiej wersji teleturnieju Milionerzy.
  - Założono Uniwersytet Kardynała Stefana Wyszyńskiego w Warszawie.
- 2001 – Ukazało się pierwsze wydanie tygodnika „Newsweek Polska”.
- 2005 – Wyemitowano premierowe wydanie magazynu Dzień dobry TVN.
- 2007:
  - Rozpoczęło działalność Forum Obywatelskiego Rozwoju.
  - Wystartował kanał biznesowy TVN CNBC.
- 2021 – Kryzys migracyjny na granicy polsko-białoruskiej: rozpoczęła się operacja „Silne Wsparcie”, przeprowadzana przez Wojska Obrony Terytorialnej w celu wsparcia władz i społeczności lokalnych oraz działań Straży Granicznej.

## Wydarzenia na świecie

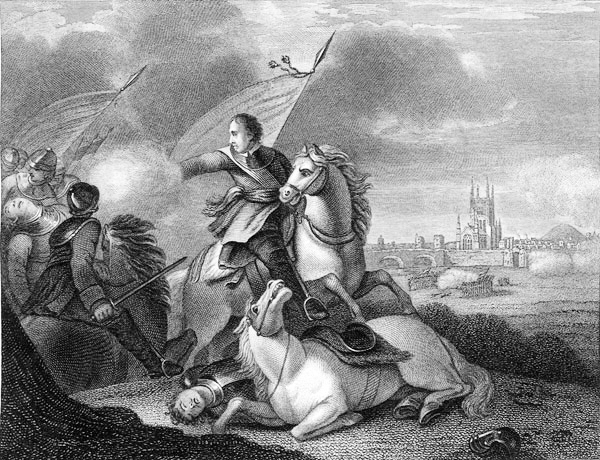
Oliver Cromwell podczas bitwy pod Worcester (1651)

- 401 p.n.e. – Wojna domowa w Persji: stoczono bitwę pod Kunaksą.
- 36 p.n.e. – Zwycięstwo floty Oktawiana Augusta nad flotą Sekstusa Pompejusza w bitwie w Zatoce Naulochus.
- 301 – Założono San Marino.
- 590 – Rozpoczął się pontyfikat papieża Grzegorza I.
- 863 – Zwycięstwo wojsk bizantyńskich nad arabskimi w bitwie pod Melitene.
- 1189 – Ryszard I Lwie Serce został koronowany na króla Anglii.
- 1260 – Mamelucy pokonali Mongołów w bitwie pod Ajn Dżalut, co zahamowało mongolską ekspansję na Bliski Wschód.
- 1448 – Przywódca husytów i przyszły król Czech Jerzy z Podiebradów zajął Pragę.
- 1540 – Klaudiusz został cesarzem Etiopii.
- 1541 – W Anglii została utworzona anglikańska diecezja Gloucesteru.
- 1612 – II wojna polsko-rosyjska: miała miejsce druga w ciągu trzech dni nieudana próba odsieczy dla oblężonej na Kremlu polskiej załogi, podjęta przez hetmana wielkiego litewskiego Jana Karola Chodkiewicza.
- 1650 – Angielska wojna domowa: wojska Parlamentu pod wodzą Olivera Cromwella pokonały szkockich Rojalistów w bitwie pod Dunbar.
- 1651 – Angielska wojna domowa: król Karol II Stuart został pokonany przez Olivera Cromwella w bitwie pod Worcesterem.
- 1660 – Przyszły król Anglii i Szkocji Jakub II Stuart ożenił się ze swą pierwszą żoną Anną Hyde.
- 1730 – Książę Sabaudii i Sardynii Wiktor Amadeusz II abdykował na rzecz swego młodszego syna Karola Emanuela III.
- 1741 – Wojna szwedzko−rosyjska: klęska wojsk szwedzkich w bitwie pod Lappeenranta.
- 1758 – Król Portugalii Józef I Reformator został ranny w zamachu.
- 1777 – Nad Cooch’s Bridge w stanie Maryland po raz pierwszy wywieszono flagę Stanów Zjednoczonych.
- 1783 – Zawarto pokój wersalski kończący wojnę o niepodległość Stanów Zjednoczonych.
- 1791 – Zgromadzenie Ustawodawcze uchwaliło pierwszą konstytucję w dziejach Francji.
- 1796 – I koalicja antyfrancuska: wojska austriackie odniosły zwycięstwo nad wojskami francuskimi w bitwie pod Würzburgiem.
- 1806 – Rewolucja serbska: zwycięstwo wojsk serbskich nad tureckimi w bitwie pod Deligradem.
- 1816 – Hiszpańskie władze kolonialne przywróciły swoje panowanie nad Zjednoczonymi Prowincjami Nowej Granady, obejmującymi obecne terytoria Kolumbii, Panamy i Kostaryki.
- 1826 – Mikołaj I Romanow został koronowany na cesarza Rosji.
- 1843 – W Grecji doszło do rebelii wojskowej, w wyniku której przywrócono monarchię konstytucyjną.
- 1855 – Armia amerykańska odniosła zwycięstwo nad Dakotami w bitwie pod Ash Hollow.
- 1863 – Wojna z Dakotami: rozpoczęła się bitwa pod Whitestone Hill.
- 1877 – X wojna rosyjsko-turecka: zwycięstwo wojsk rosyjskich w bitwie pod Łoweczem.
- 1878 – Po kolizji z inną jednostką na Tamizie zatonął statek wycieczkowy „Princess Alice” z 640 osobami na pokładzie.
- 1879 – W Kabulu zamordowano posła brytyjskiego w Afganistanie Louisa Cavignariego wraz z całą jego eskortą.
- 1884 – Robert Stout został po raz drugi premierem Nowej Zelandii.
- 1898 – W Nottingham w Anglii otwarto stadion piłkarski City Ground.
- 1899:
  - Huragan San Ciriaco w dniach 5 sierpnia-3 września zabił 3369 osób na Bahamach, Dominikanie, Haiti, Kubie, Portoryko i w Stanach Zjednoczonych.
  - Uruchomiono komunikację tramwajową w Żytomierzu (na dzisiejszej Ukrainie).
- 1902 – Niemiecki astronom Maximilian Wolf odkrył planetoidy: (490) Veritas, (491) Carina i (492) Gismonda.
- 1904 – Wojna rosyjsko-japońska: zakończyła się nierozstrzygnięta bitwa pod Liaoyang.
- 1913 – Rosyjska wyprawa dowodzona przez Borisa Wilkickiego dotarła do ostatniego nieodkrytego do tej pory archipelagu Ziemi Północnej na Oceanie Arktycznym.
- 1914:
  - Kardynał Giacomo della Chiesa został wybrany na papieża i przyjął imię Benedykt XV.
  - Książę Albanii Wilhelm zu Wied po pół roku rządów zrezygnował ze stanowiska i wyjechał do Niemiec.
- 1917 – I wojna światowa:
  - 4 niemieckie bombowce Gotha G.IV dokonały nocnego nalotu bombowego na koszary w angielskim Chatham, w wyniku czego zginęły 152 osoby, w tym 130 rekrutów Royal Navy.
  - Na Morzu Północnym zaginął bez śladu niemiecki okręt podwodny SM U-66 wraz z 40-osobową załogą.
  - Wojska niemieckie zajęły Rygę.
- 1918:
  - I wojna światowa: zwycięstwem wojsk austro-węgierskich nad włoskimi zakończyła się bitwa o szczyt San Matteo (13 sierpnia-3 września).
  - Rząd amerykański uznał Czechosłowacką Radę Narodową z siedzibą w Paryżu.
- 1919 – Jan Smuts został premierem Związku Południowej Afryki.
- 1922 – Otwarto tor wyścigowy Autodromo Nazionale di Monza we Włoszech.
- 1925:
  - 14 osób zginęło w pobliżu Caldwell w amerykańskim stanie Ohio w katastrofie wojskowego sterowca USS „Shenandoah”.
  - Felipe S. Guzmán został prezydentem Boliwii.
- 1931 – Król Aleksander I Karadziordziewić oktrojował nową konstytucję Jugosławii.
- 1939:
  - Bitwa o Atlantyk: brytyjski statek pasażerski SS „Athenia” został zatopiony w pobliżu wysepki Rockall na północnym Atlantyku przez niemiecki okręt podwodny U-30, w wyniku czego zginęło 118 osób.
  - Francja, Wielka Brytania, Nowa Zelandia i Australia wypowiedziały wojnę III Rzeszy. Rozpoczęła się tzw. „dziwna wojna”.
- 1940 – Pieter Sjoerds Gerbrandy został premierem Holandii na emigracji.
- 1942 – Hiszpański dyktator gen. Francisco Franco zdymisjonował swego szwagra Ramona Serrano Suñera z funkcji ministra spraw zagranicznych i prezesa rady politycznej Falangi.
- 1943 – Kampania włoska:
  - Wojska brytyjsko-kanadyjskie wylądowały w Kalabrii we Włoszech.
  - Włochy podpisały zawieszenie broni z aliantami.
- 1944 – Front zachodni: wojska alianckie wyzwoliły Brukselę i Tournai w Belgii.
- 1945:
  - Alexander Frick został premierem Liechtensteinu.
  - Działania wojenne w Arktyce: na Ziemi Północno-Wschodniej, na północ od Spitsbergenu, skapitulowali członkowie ekspedycji meteorologicznej kierowanej przez Wilhelma Dege, stając się ostatnim kapitulującym niemieckim oddziałem biorącym udział w II wojnie światowej.
- 1946 – Lecący z Kopenhagi do Paryża Douglas DC-3 linii Air France rozbił się koło duńskiego miasta Køge, w wyniku czego zginęły wszystkie 22 osoby na pokładzie.
- 1950 – Włoch Giuseppe Farina został pierwszym mistrzem świata Formuły 1.
- 1951 – Amerykański stacja telewizyjna CBS wyemitowała premierowy odcinek serialu Search for Tomorrow.
- 1953 – Weszła w życie Europejska konwencja praw człowieka.
- 1955 – Otwarto Estadio Ramón de Carranza w hiszpańskim Kadyksie.
- 1956:
  - Amerykanin Parry O’Brien po raz pierwszy przekroczył granicę 19 metrów w pchnięciu kulą (19,06 m).
  - Dokonano oblotu szwajcarskiego samolotu szkolno-treningowego Pilatus P-3.
- 1960 – Podczas XVII Letnich Igrzysk Olimpijskich w Rzymie Zdzisław Krzyszkowiak zdobył złoty medal w biegu na 3000 m z przeszkodami.
- 1961 – Reprezentacja Kuwejtu w piłce nożnej w swym pierwszym oficjalnym meczu zremisowała z Libią 2:2.
- 1967 – W Szwecji wprowadzono ruch prawostronny (tzw „Dzień H”).
- 1971:
  - Cztery mocarstwa podpisały traktat ws. Berlina Zachodniego.
  - Katar uzyskał niepodległość (od Wielkiej Brytanii).
- 1978 – W Rodezji (obecnie Zimbabwe) 48 osób zginęło, a 8 odniosło obrażenia w katastrofie samolotu Vickers Viscount, należącego do linii lotniczych Air Rhodesia.
- 1979:
  - Armia irańska zdobyła po dwutygodniowym oblężeniu Mahabad, jedną z głównych twierdz kurdyjskich separatystów.
  - Podczas lądowania na lotnisku w Amdiermie na północy Rosji rozbił się lecący z Archangielska, należący do Aerofłotu An-24B, w wyniku czego zginęło 40 spośród 43 osób na pokładzie.
- 1981 – W wyniku eksplozji w kopalni węgla kamiennego w miejscowości Louka u Litvínova w północno-zachodnich Czechach zginęło 65 górników, a 28 zostało rannych.
- 1984 – Weszła w życie nowa konstytucja Republiki Południowej Afryki, która zastąpiła urząd premiera urzędem prezydenta o szerokich kompetencjach i ustanowiła 3 izby parlamentu: dla białych, hindusów i rasy mieszanej, wyłączając wciąż ludność czarną.
- 1987 – Prezydent Burundi Jean-Baptiste Bagaza został obalony w wyniku wojskowego zamachu stanu, kierowanego przez majora Pierre’a Buyoyę.
- 1989 – Należący do brazylijskich linii Varig Boeing 737 rozbił się w dżungli amazońskiej, w wyniku czego spośród 54 osób na pokładzie zginęło 12, a 34 odniosły obrażenia.
- 1990 – Mircea Snegur został prezydentem Mołdawii.
- 1992 – Włoski samolot transportowy wiozący pomoc humanitarną do Sarajewa został zestrzelony na zachód od miasta, w wyniku czego zginęło 8 osób.
- 1993 – Prezydenci Ukrainy Łeonid Kuczma i Rosji Boris Jelcyn podpisali na Krymie porozumienie o przekazaniu Rosji przez Ukrainę większości Floty Czarnomorskiej i głowic jądrowych w zamian za redukcję ukraińskiego długu.
- 1994 – Prezydenci Borys Jelcyn i Jiang Zemin zawarli w Moskwie porozumienie o wojskowych środkach budowy zaufania, przewidujące m.ín. zaprzestanie celowania pociskami atomowymi w terytorium drugiego państwa.
- 1995 – Założono portal aukcyjny eBay.
- 1996 – Ruth Perry jako pierwsza kobieta została prezydentem Liberii.
- 1997 – Podczas podchodzenia do lądowania w stolicy Kambodży Phnom Penh rozbił się wietnamski samolot Tu-134, w wyniku czego zginęło 65 osób, a jedna odniosła obrażenia.
- 1999 – Założono Ukraiński Uniwersytet Islamski w Doniecku.
- 2000 – Papież Jan Paweł II beatyfikował swoich poprzedników Piusa IX i Jana XXIII.
- 2003 – Pak Pong Ju został premierem Korei Północnej.
- 2004 – Szkoła w Biesłanie w Osetii Północnej w Rosji została odbita z rąk napastników przez rosyjskie siły specjalne. Podczas akcji zginęło 385 osób (w tym 171 dzieci), a ponad 785 osób odniosło obrażenia.
- 2007:
  - Była premier Bangladeszu Chaleda Zia została aresztowana pod zarzutem korupcji.
  - Opanowano trwające od 28 czerwca pożary lasów w Grecji, w czasie których zginęły 84 osoby.
- 2009:
  - Marzieh Vahid Dastjerdi została zatwierdzona przez parlament Iranu na stanowisku ministra zdrowia, zostając pierwszą kobietą na stanowisku ministra w historii republiki islamskiej.
  - Na cmentarzu Forest Lawn w Los Angeles został pochowany Michael Jackson.
- 2010:
  - 73 osoby zginęły, a ok. 200 odniosło obrażenia w samobójczym zamachu bombowym na szyicką procesję w mieście Kweta w Pakistanie.
  - Dwóch pilotów zginęło w katastrofie samolotu transportowego Boeing 747 należącego do przedsiębiorstwa UPS. Do zdarzenia doszło krótko po starcie z Dubaju w Zjednoczonych Emiratach Arabskich.
- 2011 – Manuel Pinto da Costa, pierwszy prezydent Wysp Świętego Tomasza i Książęcej w latach 1975–91, został ponownie zaprzysiężony na ten urząd.
- 2012 – Abd al-Malik Sallal został premierem Algierii.
- 2013 – 64 osoby zginęły, a ok. 150 zostało rannych w Bagdadzie w serii zamachów bombowych wymierzonych w szyitów.
- 2014 – Astronomowie z Uniwersytetu Hawajskiego odkryli, że Droga Mleczna jest częścią supergromady 100 razy większej niż dotychczas sądzono. Nazwano ją Laniakea.
- 2015 – Z powodu zarzutów korupcyjnych ustąpił ze stanowiska prezydent Gwatemali Otto Pérez Molina, a jego miejsce zajął dotychczasowy wiceprezydent Alejandro Maldonado.
- 2016 – Evaristo Carvalho został prezydentem Wysp Świętego Tomasza i Książęcej.
- 2017 – Korea Północna przeprowadziła szósty w swej historii próbny wybuch bomby atomowej.
- 2024 – Inwazja Rosji na Ukrainę: co najmniej 53 osoby zginęły, a 298 zostało rannych w rosyjskim ataku rakietowym na oddział Wojskowego Instytutu Telekomunikacji i Technologii Informacyjnych oraz pobliski szpital w Połtawie.

## Eksploracja kosmosu
- 1976 – Amerykańska sonda Viking 2 wylądowała na Marsie.
- 1995 – Rozpoczęła się załogowa misja Sojuz TM-22 na stację kosmiczną Mir.

## Urodzili się
- 1034 – Go-Sanjō, cesarz Japonii (zm. 1073)
- 1483 – Eryk II, książę Meklemburgii (zm. 1508)
- 1499 – Diana de Poitiers, francuska arystokratka, faworyta króla Henryka II Walezjusza (zm. 1566)
- 1555 – Jan Zbigniew Ossoliński, polski szlachcic, polityk, sekretarz królewski (zm. 1623)
- 1568 – Adriano Banchieri, włoski kompozytor, organista, teoretyk muzyki, pedagog (zm. 1634)
- 1603 – Jan Jonston, polski przyrodoznawca, filozof, lekarz, pisarz medyczny i przyrodniczy, pedagog pochodzenia szkockiego (zm. 1675)
- 1643 – Lorenzo Bellini, włoski lekarz, anatom, poeta (zm. 1703)
- 1644 – Lodovico Adimari, włoski poeta (zm. 1708)
- 1673 – Magdalena Sybilla, księżniczka Saksonii-Weißenfels, księżna Saksonii-Eisenach (zm. 1726)
- 1680 – Piotr Sans i Yordà, hiszpański duchowny katolicki, dominikanin, misjonarz, biskup, męczennik, święty (zm. 1747)
- 1695 – Pietro Locatelli, włoski skrzypek, kompozytor (zm. 1764)
- 1698 – Adam Stanisław Grabowski, polski duchowny katolicki, biskup chełmiński, kujawski i warmiński (zm. 1766)
- 1703 – Jan Teodor Wittelsbach, książę bawarski, kardynał (zm. 1763)
- 1704 – Giovanni Battista Costanzi, włoski wiolonczelista, kompozytor (zm. 1778)
- 1706 – Alonso Verdugo y Castilla, hiszpański hrabia, dyplomata, pisarz (zm. 1767)
- 1710 – Abraham Trembley, szwajcarski przyrodnik (zm. 1784)
- 1728 – Matthew Boulton, brytyjski przedsiębiorca (zm. 1809)
- 1731 – Stanisław Bohusz Siestrzeńcewicz, polski duchowny katolicki, biskup koadiutor wileński, arcybiskup mohylewski, poeta, dramatopisarz, tłumacz, slawista (zm. 1826)
- 1734 – Joseph Wright of Derby, brytyjski malarz (zm. 1797)
- 1738 – Teofilia Konstancja Radziwiłłówna, polska arystokratka, literatka, kolekcjonerka (zm. 1807)
- 1744:
  - Henri Admirat, francuski zamachowiec (zm. 1794)
  - Ernst Ferdinand Klein, niemiecki prawnik, urzędnik (zm. 1810)
- 1746 – Friedrich Wilhelm Gotter, niemiecki prozaik, poeta (zm. 1797)
- 1750 – Jacques-François de Menou, francuski generał (zm. 1810)
- 1773 – Aleksander Antoni Sapieha, polski wojskowy, przyrodnik, podróżnik, mecenas, polityk (zm. 1812)
- 1775 – Józef Fernández, hiszpański dominikanin, misjonarz, męczennik, święty (zm. 1838)
- 1781 – Eugeniusz de Beauharnais, francuski generał (zm. 1824)
- 1783 – Anna Maria Russell, brytyjska arystokratka (zm. 1857)
- 1788 – Aleksandra Franciszka Rzewuska, polska arystokratka, artystka, pisarka (zm. 1865)
- 1789 – Hannah Flagg Gould, amerykańska pisarka, poetka (zm. 1865)
- 1791 – Francisco Acuña de Figueroa, urugwajski prozaik, poeta (zm. 1862)
- 1801:
  - Jakub Michał Frey, polski lekarz położnik (zm. 1865)
  - Hermann von Meyer, niemiecki paleontolog (zm. 1869)
- 1802:
  - Ignacy Gepner, polski malarz (zm. 1867)
  - Jan Schindler, austriacki duchowny i teolog katolicki, polityk (zm. 1890)
- 1803 – Aleksandr Gurilow, rosyjski kompozytor, skrzypek (zm. 1858)
- 1806 – Thomas Milner Gibson, brytyjski polityk (zm. 1884)
- 1810:
  - Ferdynand Filip, książę Orleanu (zm. 1842)
  - Paul Kane, irlandzko-kanadyjski malarz (zm. 1871)
- 1811 – John Humphrey Noyes, amerykański przywódca religijny (zm. 1886)
- 1813 – József Eötvös, węgierski pisarz, polityk (zm. 1871)
- 1814 – James Joseph Sylvester, brytyjski matematyk, prawnik (zm. 1897)
- 1818 – Karl von Vogelsang, austriacki polityk, publicysta katolicki (zm. 1890)
- 1819 – Alexander Campbell Fraser, szkocki filozof (zm. 1914)
- 1820 – George Hearst, amerykański przedsiębiorca, polityk, senator (zm. 1891)
- 1822 – Stefano Ussi, włoski malarz, pedagog (zm. 1901)
- 1826 – Alberto Pasini, włoski malarz (zm. 1899)
- 1828 – Władysław Łuszczkiewicz, polski malarz, historyk sztuki, muzeolog, konserwator zabytków (zm. 1900)
- 1837 – Domenico Jacobini, włoski kardynał (zm. 1900)
- 1846:
  - Otto Seitz, niemiecki malarz, pedagog (zm. 1912)
  - Antoni (Wadkowski), rosyjski biskup prawosławny (zm. 1912)
- 1847 – James Hannington, brytyjski duchowny anglikański, misjonarz, męczennik, święty (zm. 1885)
- 1849 – Sarah Orne Jewett, amerykańska pisarka (zm. 1909)
- 1850 – Thomas Alexander Smith, amerykański polityk (zm. 1932)
- 1851 – Olga Romanowa, wielka księżna Rosji, królowa Grecji (zm. 1926)
- 1855 – Heinrich Conried, amerykański działacz teatralny pochodzenia austro-żydowskiego (zm. 1909)
- 1857 – Franciszek Gárate, hiszpański jezuita, błogosławiony (zm. 1929)
- 1858 – Francis Leavenworth, amerykański astronom (zm. 1928)
- 1859 – Jean Jaurès, francuski polityk, historyk, filozof (zm. 1914)
- 1863 – Hans Aanrud, norweski pisarz (zm. 1953)
- 1864 – Séraphine Louis, francuska malarka naiwna (zm. 1942)
- 1865 – Konstanty Laszczka, polski rzeźbiarz, malarz, grafik (zm. 1956)
- 1868 – Józef Wybicki, polski lekarz, polityk (zm. 1929)
- 1869 – Fritz Pregl, austriacki chemik, laureat Nagrody Nobla (zm. 1930)
- 1871 – Victor Antonescu, rumuński polityk, dyplomata (zm. 1947)
- 1873:
  - Józef Joachim Góral, polski duchowny katolicki, filolog, publicysta, działacz emigracyjny (zm. 1959)
  - Michał Skowroński, polski prawnik, adwokat, samorządowiec, burmistrz Tarnowa (zm. 1936)
- 1874:
  - Franciszek Kapeliński, polski polityk ruchu ludowego, poseł na Sejm RP (zm. 1946)
  - Carl Størmer, norweski matematyk, geofizyk (zm. 1957)
- 1875:
  - Ignacy Manteuffel, polski prawnik, polityk, wojewoda kielecki (zm. 1927)
  - Ferdinand Porsche, austriacki konstruktor samochodów (zm. 1951)
- 1876:
  - Bronisława Bobrowska, polska działaczka oświatowa, socjalistyczna, niepodległościowa i feministyczna (zm. 1961)
  - Winston Dugan, brytyjski wojskowy, polityk kolonialny (zm. 1951)
- 1877:
  - Jean-Marie Perrot, bretoński duchowny katolicki, działacz narodowy, kolaborant (zm. 1943)
  - Michał Sobeski, polski filozof, krytyk teatralny, publicysta, wykładowca akademicki (zm. 1939)
- 1878:
  - Dorothea Douglass Chambers, brytyjska tenisistka (zm. 1960)
  - Edmund Forster, niemiecki neurolog, psychiatra (zm. 1933)
- 1879 – Adolf Kober, niemiecki i amerykański rabin, historyk (zm. 1958)
- 1880:
  - George Bretz, kanadyjski zawodnik lacrosse (zm. 1956)
  - Gwynne Evans, amerykański pływak, piłkarz wodny (zm. 1965)
  - Janusz Franciszek Radziwiłł, polski książę, polityk konserwatywny (zm. 1967)
  - Anders Underdal, norweski poeta (zm. 1973)
- 1881 – (lub 1883) Stanisław Roman Czaplicki, polski architekt, scenograf (zm. 1957)
- 1882 – John Douglas, brytyjski bokser, krykiecista (zm. 1930)
- 1883 – Giuseppe De Angelis, włoski rzeźbiarz (zm. 1958)
- 1884 – Solomon Lefschetz, amerykański matematyk pochodzenia żydowskiego (zm. 1972)
- 1886 – Herbert Trube, amerykański lekkoatleta, średnio- i długodystansowiec (zm. 1959)
- 1887:
  - Naoki Sugita, amerykański neurolog, psychiatra (zm. 1949)
  - Manfred Toeppen, amerykański piłkarz wodny (zm. 1968)
- 1888 – Nereu Ramos, brazylijski polityk, wiceprezydent i Prezydenci Brazylii (zm. 1958)
- 1889 – Isak Samokovalija, bośniacki pisarz pochodzenia żydowskiego (zm. 1955)
- 1890 – James Wendell, amerykański lekkoatleta, płotkarz (zm. 1958)
- 1891:
  - Marcel Grandjany, francuski harfista (zm. 1975)
  - Kenneth Huszagh, amerykański pływak (zm. 1950)
  - Norman Taber, amerykański lekkoatleta, średniodystansowiec (zm. 1952)
- 1892 – Mykoła Kowałewski, ukraiński historyk, dziennikarz, polityk (zm. 1957)
- 1893:
  - Laurence Curtis, amerykański polityk (zm. 1989)
  - Bruno Elkouken, polsko-francuski architekt pochodzenia żydowskiego (zm. 1968)
  - Paweł Prabucki, polski duchowny katolicki, Sługa Boży (zm. 1942)
- 1894 – Helmut Richard Niebuhr, amerykański teolog protestancki (zm. 1962)
- 1895:
  - Giuseppe Bottai, włoski dziennikarz, prawnik, ekonomista, polityk (zm. 1959)
  - Bronisław Kamiński, polski major piechoty (zm. 1939)
  - Erik Ørvig, norweski żeglarz sportowy (zm. 1949)
- 1897:
  - James Hanley, brytyjski prozaik, dramaturg pochodzenia irlandzkiego (zm. 1985)
  - Giennadij Miczurin, rosyjski aktor (zm. 1970)
- 1898 – Ole Hegge, norweski biegacz narciarski (zm. 1994)
- 1899:
  - Frank Macfarlane Burnet, australijski immunolog, laureat Nagrody Nobla (zm. 1985)
  - Dumitru Hubert, rumuński bobsleista (zm. 1934)
- 1900:
  - Eduard van Beinum, holenderski dyrygent, altowiolista (zm. 1959)
  - Urho Kaleva Kekkonen, fiński polityk, premier i prezydent Finlandii (zm. 1986)
- 1901:
  - Antoni Falkiewicz, polski internista, kardiolog (zm. 1977)
  - László Horváth, węgierski piłkarz (zm. 1981)
  - Alfred Ernst Johann, niemiecki pisarz, dziennikarz (zm. 1996)
- 1903:
  - Lothar Bolz, wschodnioniemiecki polityk (zm. 1986)
  - Wiktor Brégy, polski śpiewak (tenor) i reżyser operowy pochodzenia francuskiego (zm. 1976)
  - Donat Kurti, albański duchowny katolicki, pisarz, folklorysta, więzień sumienia (zm. 1983)
- 1904 – Jerzy Golcz, polski inżynier elektryk, urzędnik konsularny, taternik, alpinista (zm. 1965)
- 1905:
  - Carl David Anderson, amerykański fizyk, laureat Nagrody Nobla (zm. 1991)
  - Stefan Chmielnicki, polski poeta, satyryk (zm. 1982)
  - Juliusz Krajewski, polski malarz (zm. 1992)
  - Simeon Toribio, filipiński lekkoatleta, skoczek wzwyż (zm. 1969)
- 1908:
  - Lew Pontriagin, rosyjski matematyk, wykładowca akademicki (zm. 1988)
  - Karol Przanowski, polski inżynier, elektryk, wykładowca akademicki (zm. 1997)
- 1909:
  - Sławomir Dunin-Borkowski, polski podporucznik, pisarz i dziennikarz emigracyjny (zm. 1958)
  - Georges Guillez, francuski lekkoatleta, sprinter (zm. 1993)
  - Rozalia Kajzer-Piesiur, polska pływaczka (zm. 1977)
  - Guillaume Konsbruck, luksemburski kapitan, przedsiębiorca, polityk (zm. 1983)
  - Aleksandr Sacharowski, radziecki generał, funkcjonariusz służb specjalnych (zm. 1983)
  - Jarosław Urbański, polski zoolog, wykładowca akademicki, fotografik, kolekcjoner (zm. 1981)
- 1910:
  - Marion Forst, amerykański duchowny katolicki, biskup Dodge City (zm. 2007)
  - Maurice Papon, francuski polityk, kolaborant (zm. 2007)
- 1911
  - Laura Allende Gossens, chilijska polityk (zm. 1981)
  - Stanisław Libner, polski aktor (zm. 1981)
- 1912 – Piotr Rivera Rivera, hiszpański franciszkanin, męczennik, błogosławiony (zm. 1936)
- 1913:
  - Anna Czernienko, radziecka pierwsza dama (zm. 2010)
  - Alan Ladd, amerykański aktor (zm. 1964)
- 1914:
  - Jimmy Delaney, szkocki piłkarz (zm. 1989)
  - Stefan Lichański, polski eseista, krytyk literacki (zm. 1983)
  - Iwan Pieriewierziew, rosyjski aktor (zm. 1978)
- 1915: 
  - Jacinto Barquín, kubański piłkarz (zm. ?)
  - Knut Nystedt, norweski kompozytor, dyrygent, organista (zm. 2014)
- 1917 – Paul Zoungrana, burkiński duchowny katolicki, arcybiskup Wagadugu, kardynał (zm. 2000)
- 1918:
  - Marceli Neyder, polski porucznik pilot (zm. 1943)
  - Helen Wagner, amerykańska aktorka (zm. 2010)
- 1919 – Adam Zientek, polski szybownik, pilot doświadczalny (zm. 2008)
- Stanisław Skibiński, chełmski regionalista, historyk (zm. 1980)
- 1920:
  - Irena Bobowska, polska poetka, działaczka konspiracyjna (zm. 1942)
  - Paul Hamburger, austriacki pianista, pedagog (zm. 2004)
  - José Humberto Paparoni, wenezuelski duchowny katolicki, biskup Barcelony (zm. 1959)
  - Tereska Torrès, francuska pisarka pochodzenia żydowskiego (zm. 2012)
  - Janusz Wierzbicki, polski ekonomista, wykładowca akademicki (zm. 1992)
  - Thomas Zeng Jingmu, chiński duchowny katolicki, biskup Yujiang (zm. 2016)
- 1921:
  - John Aston, angielski piłkarz (zm. 2003)
  - Cab Kaye, brytyjski muzyk jazzowy (zm. 2000)
  - Iwo Cyprian Pogonowski, polsko-amerykański inżynier, dziennikarz, historyk (zm. 2016)
  - Michał Troszyński, polski ginekolog (zm. 2017)
- 1922:
  - Bronisław Basza, polski ekonomista, polityk, poseł na Sejm PRL (zm. 1994)
  - Alexander Kazhdan, rosyjsko-amerykański bizantynolog pochodzenia żydowskiego (zm. 1997)
  - Burt Kennedy, amerykański reżyser i scenarzysta filmowy (zm. 2001)
- 1923:
  - Herbert Binkert, niemiecki piłkarz, trener (zm. 2020)
  - Bronisław Knapik, polski polityk, poseł na Sejm PRL (zm. 2018)
- 1924:
  - Maria Alkiewicz, polska malarka, ceramiczka (zm. 1999)
  - Henryk Buszko, polski architekt, wykładowca akademicki (zm. 2015)
  - Michael Kilby, brytyjski samorządowiec, polityk (zm. 2008)
  - Christiane Papon, francuska polityk (zm. 2023)
  - Tadeusz Rawski, polski pułkownik, historyk, wykładowca akademicki (zm. 2020)
- 1925:
  - Anne Jackson, amerykańska aktorka (zm. 2016)
  - Hank Thompson, amerykański piosenkarz country (zm. 2007)
- 1926:
  - Alison Lurie, amerykańska pisarka (zm. 2020)
  - Irini Papas, grecka aktorka (zm. 2022)
  - Eugenia Sobkowska, polska technolog żywności, wykładowczyni akademicka (zm. 2017)
  - Emil Stehle, niemiecki duchowny katolicki, biskup Quito (zm. 2017)
- 1927 – Alaksandr Adamowicz, białoruski pisarz, historyk literatury (zm. 1994)
- 1928:
  - Ion Druță, mołdawski prozaik, dramaturg, eseista, publicysta (zm. 2023)
  - Marianne Kiefer, niemiecka aktorka (zm. 2008)
  - Danuta Siedzikówna, polska sanitariuszka AK (zm. 1946)
  - Gaston Thorn, luksemburski polityk, przewodniczący Komisji Europejskiej (zm. 2007)
- 1929:
  - Milan Balabán, czeski teolog ewangelicki, religioznawca (zm. 2019)
  - Whitey Bulger, amerykański gangster, mafioso, seryjny morderca (zm. 2018)
  - Carlo Clerici, szwajcarski kolarz szosowy (zm. 2007)
  - Karol Krasnodębski, polski inżynier, działacz opozycji antykomunistycznej, więzień polityczny, polityk, poseł na Sejm PRL (zm. 2025)
  - Irini Papas, grecka aktorka (zm. 2022)
- 1930:
  - Henryk Górski, polski lekarz, twórca ekslibrisów (zm. 2016)
  - Wilhelm Holzbauer, austriacki architekt (zm. 2019)
  - Sylvester Ryan, amerykański duchowny katolicki, biskup Monterey w Kalifornii
- 1931:
  - Albert DeSalvo, amerykański seryjny morderca pochodzenia włoskiego (zm. 1973)
  - Rudolf Kelterborn, szwajcarski kompozytor (zm. 2021)
  - Barbara Kocan, polska siatkarka (zm. 2023)
  - Dick Motta, amerykański trener koszykarski
  - Fritz Raddatz, niemiecki pisarz, historyk literatury, eseista, dziennikarz (zm. 2015)
  - Joseph Edward Troy, kanadyjski duchowny katolicki, biskup Saint John (zm. 2023)
- 1932:
  - Eileen Brennan, amerykańska aktorka (zm. 2013)
  - Jerzy Łojek, polski historyk, działacz opozycji antykomunistycznej, pisarz (zm. 1986)
  - Stanisław Michalski, polski aktor (zm. 2011)
  - Ivan Urbanovič, słowacki taternik, alpinista, przewodnik tatrzański, ratownik górski, fotograf
- 1933:
  - Tompall Glaser, amerykański piosenkarz country (zm. 2013)
  - Jan Ibel, polski aktor (zm. 1980)
  - Alfio Rapisarda, portugalski duchowny katolicki, arcybiskup, nuncjusz apostolski
  - Jacek Staszewski, polski historyk (zm. 2013)
- 1934:
  - Dimityr Chlebarow, bułgarski lekkoatleta, tyczkarz (zm. 2009)
  - Freddie King, amerykański muzyk bluesowy (zm. 1976)
  - Lucien Muller, francuski piłkarz, trener
  - Jürgen Stössinger, niemiecki aktor
- 1935:
  - Ryszard Malewski, polski inżynier elektrotechnik, profesor nauk technicznych
  - Armando Pierucci, włoski franciszkanin, organista, kompozytor
  - Assar Rönnlund, szwedzki biegacz narciarski (zm. 2011)
  - Marija Siziakowa, radziecka lekkoatletka, wieloboistka
  - Hans Sturm, niemiecki piłkarz (zm. 2007)
  - Jerzy Welcz, polski trener siatkówki
- 1936:
  - Zajn al-Abidin ibn Ali, tunezyjski wojskowy, polityk, premier i prezydent Tunezji (zm. 2019)
  - Albert Verria, albański aktor
- 1937 – Elżbieta Wolicka-Wolszleger, polska filozof, historyk sztuki, malarka, eseistka, tłumaczka (zm. 2013)
- 1938:
  - Ryōji Noyori, japoński chemik, laureat Nagrody Nobla
  - Kazimierz Towpik, polski profesor nauk technicznych
- 1939:
  - Vivi Bach, duńska aktorka, piosenkarka, pisarka, prezenterka telewizyjna (zm. 2013)
  - Władimir Bakulin, rosyjski zapaśnik (zm. 2012)
  - Włodzimierz Jastrzębski, polski historyk, publicysta (zm. 2024)
  - Henning Petersen, duński kolarz szosowy
  - Paolo Cirino Pomicino, włoski lekarz, polityk
- 1940:
  - Pauline Collins, brytyjska aktorka
  - Eduardo Galeano, urugwajski dziennikarz, pisarz (zm. 2015)
  - Paul Loverde, amerykański duchowny katolicki, biskup Arlington
  - Włodzimierz Sokołowski, polski lekkoatleta, tyczkarz (zm. 2012)
  - Gino Trematerra, włoski samorządowiec, polityk
  - Joseph Warioba, tanzański polityk, wiceprezydent i premier Tanzanii
- 1941:
  - Stan Borys, polski wokalista, członek zespołów: Blackout i Bizony
  - Horst Gnas, niemiecki kolarz szosowy i torowy
  - Bogdan Hussakowski, polski aktor, reżyser i scenarzysta filmowy (zm. 2010)
- 1942:
  - Gregorio Rosa Chávez, salwadorski duchowny katolicki, biskup pomocniczy San Salvador, kardynał
  - Ingvar Sandström, szwedzki biegacz narciarski
  - Anna Urbanowicz, polska działaczka samorządowa, polityk, poseł na Sejm RP
- 1943:
  - Michael Darr Barnes, amerykański prawnik, polityk
  - Kazimierz Filipiak, polski chemik, nauczyciel wojewoda sieradzki (zm. 2018)
  - Roger Kolo, madagaskarski lekarz, polityk, premier Madagaskaru
  - Luc Merenda, francuski aktor pochodzenia włoskiego
  - Valerie Perrine, amerykańska aktorka, modelka
  - Dagmar Schipanski, niemiecka fizyk, polityk (zm. 2022)
- 1944:
  - Mario Casati, włoski bokser
  - Angel Garachana Pérez, hiszpański duchowny katolicki, biskup San Pedro Sula
  - Miroslav Poljak, jugosłowiański piłkarz wodny (zm. 2015)
- 1945:
  - Andrzej Dulski, polski trener siatkówki
  - Leonardo Véliz, chilijski piłkarz
- 1946:
  - René Pijnen, holenderski kolarz torowy i szosowy
  - Zbigniew Smolarek, polski pilot myśliwski i śmigłowcowy, kontradmirał
  - Włodzimierz Szymanowicz, polski poeta, malarz, grafik (zm. 1967)
  - Francisco Trois, brazylijski szachista (zm. 2020)
- 1947:
  - Kjell Magne Bondevik, norweski polityk, premier Norwegii
  - Mario Draghi, włoski polityk, premier Włoch
  - Gérard Houllier, francuski piłkarz, trener (zm. 2020)
  - Zbigniew Kamiński, polski reżyser, scenarzysta i producent filmowy
  - Włodzimierz Kwaśniewicz, polski historyk, publicysta, wykładowca akademicki (zm. 2025)
- 1948:
  - Ronald Woodson Harris, amerykański bokser
  - Fotis Kuwelis, grecki prawnik, polityk
  - Levy Mwanawasa, zambijski polityk, prezydent Zambii (zm. 2008)
  - Krzysztof Zaleski, polski aktor, reżyser teatralny (zm. 2008)
- 1949:
  - James Elles, brytyjski polityk
  - Volker Kauder, niemiecki polityk
  - Kim Soo-mi, południowokoreańska aktorka (zm. 2024)
  - José Néstor Pekerman, argentyński piłkarz, trener
  - Piotr VII, cypryjski duchowny prawosławny, patriarcha Aleksandrii (zm. 2004)
- 1950:
  - Jean-Pierre Abelin, francuski polityk, eurodeputowany
  - Jóhannes Eðvaldsson, islandzki piłkarz (zm. 2021)
  - Antimos Kapsis, grecki piłkarz
  - Jewgienij Papierny, ukraiński aktor
  - Doug Pinnick, amerykański muzyk, wokalista, członek zespołu King’s X
- 1951:
  - Andrzej Bart, polski pisarz
  - Vojislav Mihailović, serbski prawnik, polityk
  - Maithripala Sirisena, lankijski polityk, prezydent Sri Lanki
- 1952:
  - Ekkehard Fasser, szwajcarski bobsleista (zm. 2021)
  - Stefan Szczygłowski, polski poeta, prozaik
- 1953:
  - Ołeksandr Iszczenko, ukraiński piłkarz, trener
  - Jean-Pierre Jeunet, francuski reżyser, scenarzysta i producent filmowy
  - Mokhtar Naili, tunezyjski piłkarz, bramkarz
  - Paweł Soroka, polski politolog, dziennikarz, poeta
- 1954:
  - Best Ogedegbe, nigeryjski piłkarz, bramkarz (zm. 2009)
  - Herbert Plank, włoski narciarz alpejski
  - Jacek Purchla, polski historyk sztuki, ekonomista, wykładowca akademicki
  - Jaak Uudmäe, estoński lekkoatleta, trójskoczek
- 1955:
  - Steve Jones, brytyjski gitarzysta, wokalista, członek zespołu Sex Pistols
  - Walter Kelsch, niemiecki piłkarz
  - Marieta Ljarja, albańska aktorka
  - Laurent Malet, francuski aktor, reżyser i scenarzysta filmowy
- 1956:
  - Jeff Chandler, amerykański bokser
  - Roman Kaczor, polski samorządowiec, polityk, poseł na Sejm RP
  - Raúl Lozano, argentyński siatkarz, trener
  - Jacek Skrok, polski siatkarz, trener, działacz sportowy
- 1957:
  - Salvatore Cicu, włoski prawnik, polityk
  - Earl Cureton, amerykański koszykarz, trener (zm. 2024)
  - Erhan Önal, turecki piłkarz (zm. 2021)
- 1958:
  - José Carlos Chaves, kostarykański piłkarz
  - Peter van Dalen, holenderski polityk
  - Shakti Kapoor, indyjski aktor
- 1959:
  - Merritt Butrick, amerykański aktor (zm. 1989)
  - Ivars Eglītis, łotewski lekarz, polityk
  - Bernard Hebda, amerykański duchowny katolicki, biskup Gaylord, arcybiskup metropolita Saint Paul i Minneapolis pochodzenia polskiego
  - Jadwiga Kołdras-Gajos, polska hokeistka na trawie
  - Andrew Lawrence-King, brytyjski harfista, dyrygent
  - Teresa Swędrowska, polska koszykarka (zm. 2012)
- 1960:
  - Nataniel (Diakopanagiotis), grecki biskup prawosławny
  - Seiko Noda, japońska polityk
  - Anett Pötzsch, niemiecka łyżwiarka figurowa
  - András Rajna, węgierski kajakarz
  - Alois Stöger, austriacki związkowiec, samorządowiec, polityk
- 1961:
  - Luís Castro, portugalski piłkarz, trener
  - Bronislovas Matelis, litewski dziennikarz, polityk
  - Michael Schulz, niemiecki piłkarz
- 1962:
  - Nikołaj Denkow, bułgarski chemik, wykładowca akademicki, polityk, premier Bułgarii
  - Izabela Leszczyna, polska nauczycielka, działaczka samorządowa, polityk, poseł na Sejm RP, minister zdrowia
  - Paul Ramsey, północnoirlandzki piłkarz
  - Siergiej Rodionow, rosyjski piłkarz
- 1963:
  - Anna Balicka, polska siatkarka
  - Malcolm Gladwell, kanadyjski pisarz, reporter, publicysta
  - Amber Lynn, amerykańska aktorka pornograficzna
  - Kimberly Ruddins, amerykańska siatkarka
  - Mark Witherspoon, amerykański lekkoatleta, sprinter
- 1964:
  - Norbert Huber, włoski saneczkarz
  - Bogdan Łyszkiewicz, polski muzyk, wokalista, kompozytor, autor tekstów, członek zespołu Chłopcy z Placu Broni (zm. 2000)
  - Holt McCallany, amerykański aktor
  - Aleksandyr Stankow, bułgarski trener piłkarski
- 1965:
  - Piotr Baron, polski dyrygent, arteterapeuta, wykładowca akademicki (zm. 2020)
  - Stefan Dohr, niemiecki waltornista
  - Valentīna Gotovska, łotewska lekkoatletka, skoczkini w dal i wzwyż
  - Costas Mandylor, australijski aktor pochodzenia greckiego
  - Derek Redmond, brytyjski lekkoatleta, sprinter
  - Charlie Sheen, amerykański aktor
  - Carlos Simon, brazylijski sędzia piłkarski
- 1966:
  - Edgar Xavier Ertl, brazylijski duchowny katolicki, biskup Palmas-Francisco Beltrão
  - Angelo Hugues, francuski piłkarz, bramkarz
  - Amy Lindsay, amerykańska aktorka
  - Andrei Stratan, mołdawski polityk
  - Wojciech Wróblewski, polski aktor
- 1967:
  - Daron Acemoğlu, turecko-amerykański ekonomista
  - Hubert Fournier, francuski piłkarz, trener
  - Chris Gatling, amerykański koszykarz
  - Marc Joulaud, francuski samorządowiec, polityk
  - Agnieszka Kubicka-Trząska, polska okulistka, wykładowczyni akademicka
  - Anna Maiques, hiszpańska hokeistka na trawie
  - Robert Wangila, kenijski bokser (zm. 1994)
  - Valeriu Zgonea, rumuński inżynier, polityk
- 1968:
  - Matt Hamon, amerykański kolarz torowy i szosowy
  - Trevor Kronemann, amerykański tenisista
  - Christophe Mengin, francuski kolarz szosowy i przełajowy
  - Piotr Rubik, polski muzyk, kompozytor, dyrygent, producent muzyczny
  - Janusz Wróbel, polski samorządowiec, burmistrz Pruszcza Gdańskiego
- 1969:
  - Juan Manuel López, hiszpański piłkarz
  - Krzysztof Piątkowski, polski samorządowiec i polityk, poseł na Sejm RP
  - Henryk Smolarz, polski inżynier rolnik, samorządowiec, polityk, poseł na Sejm RP
  - Michael Steinbach, niemiecki wioślarz
  - Hidehiko Yoshida, japoński judoka, zawodnik MMA
- 1970:
  - Piotr Bujno, polski aktor
  - Stanisław Smirnow, rosyjski matematyk, wykładowca akademicki
  - Gareth Southgate, angielski piłkarz
  - Tom Stiansen, norweski narciarz alpejski
- 1971:
  - Anna Białkowska, polska pedagog, działaczka samorządowa, polityk, poseł na Sejm RP
  - Nataša Bojković, serbska szachistka
  - Kiran Desai, indyjska pisarka
  - Glen Housman, amerykański pływak
  - Ángel Lemus, meksykański piłkarz
  - Paolo Montero, urugwajski piłkarz, trener
  - Kristean Porter, amerykańska narciarka dowolna
  - Hienadź Tumiłowicz, białoruski piłkarz, bramkarz
  - Mike Wengren, amerykański perkusista, członek zespołu Disturbed
- 1972:
  - Tim Lobinger, niemiecki lekkoatleta, tyczkarz (zm. 2023)
  - Maja Ostaszewska, polska aktorka
  - Martin Straka, czeski hokeista
- 1973:
  - Joannette Kruger, południowoafrykańska tenisistka
  - Piotr Markiewicz, polski kajakarz
  - Jennifer Paige, amerykańska piosenkarka
  - Damon Stoudamire, amerykański koszykarz, trener
  - Géza Vlaszák, węgierski piłkarz, bramkarz
- 1974:
  - Guðmundur Benediktsson, islandzki piłkarz, trener
  - Dave Deroo, amerykański basista, członek zespołów: Adema, Sexart i Juice
  - Martin Gerber, szwajcarski hokeista, bramkarz
  - Clare Kramer, amerykańska aktorka
  - Alexandru Lungu, rumuński judoka
  - Giuseppina Macrì, włoska judoczka
  - Ryszard Niemczyk, polski przestępca
  - Robert Page, walijski piłkarz
- 1975:
  - Chen Jing, chińska siatkarka
  - Aleksander Oniszczuk, amerykański szachista pochodzenia ukraińskiego
  - Redfoo, amerykański raper, piosenkarz, didżej, producent muzyczny, autor piosenek, tancerz, założyciel zespołu LMFAO
  - Dmitrij Stiopuszkin, rosyjski bobsleista (zm. 2022)
- 1976:
  - Rika Erasmus, południowoafrykańska lekkoatletka, tyczkarka
  - Szymon Hołownia, polski dziennikarz, publicysta, pisarz, polityk, marszałek Sejmu RP
  - Ashley Jones, amerykańska aktorka
  - Jacek Karnowski, polski dziennikarz, publicysta
  - Michał Karnowski, polski dziennikarz, publicysta
  - Agnieszka Korogocka, polska lekkoatletka, skoczkini wzwyż
  - Samuel Kuffour, ghański piłkarz
  - Marco Molteni, włoski siatkarz
  - Natalia O’Shea, rosyjska wokalistka, autorka tekstów, liderka zespołu Mielnica
  - Ivan Vicelich, nowozelandzki piłkarz pochodzenia chorwackiego
  - Aneta Wilmańska, polska ekonomistka, podsekretarz stanu
- 1977:
  - Mike Biaggio, meksykański aktor
  - Cai Yalin, chiński strzelec sportowy
  - Diogo Coutinho, portugalski rugbysta
  - Frank Depestele, belgijski siatkarz
  - Stephen Laybutt, australijski piłkarz (zm. 2024)
  - Rui Marques, angolski piłkarz
  - Olof Mellberg, szwedzki piłkarz
  - Boniface N’Dong, senegalsko-niemiecki koszykarz
  - Jekatierina Winogradowa, białoruska biathlonistka
- 1978:
  - Carmen Amariei, rumuńska piłkarka ręczna
  - Terje Bakken, norweski muzyk black metalowy, członek zespołu Windir (zm. 2004)
  - Mikko Esko, fiński siatkarz
  - Ali Ezzine, marokański lekkoatleta, długodystansowiec
  - Nichole Hiltz, amerykańska aktorka
  - Tinkara Kovač, słoweńska piosenkarka, autorka tekstów, kompozytorka
  - Michal Rozsíval, czeski hokeista
  - Karina Seweryn, polska aktorka
  - Nick Wechsler, amerykański aktor
- 1979:
  - Petr Čáslava, czeski hokeista
  - Krzysztof Cegielski, polski żużlowiec
  - Júlio César, brazylijski piłkarz, bramkarz
  - Toni Dahlman, fiński hokeista
  - Stian Eckhoff, norweski biathlonista
  - Sean Lampley, amerykański koszykarz
  - Tomo Miličević, chorwacki gitarzysta, członek zespołu 30 Seconds to Mars
- 1980:
  - Daniel Bilos, argentyński piłkarz pochodzenia chorwackiego
  - Jennie Finch, amerykańska softballistka
  - Jenny Han, amerykańska pisarka pochodzenia koreańskiego
  - Andreas Jonsson, szwedzki żużlowiec
  - Arndt Kohn, niemiecki polityk
  - Jason McCaslin, kanadyjski basista, wokalista, członek zespołu Sum 41
  - Annamaria Nagy, węgierska szablistka
- 1981:
  - Fodé Mansaré, gwinejski piłkarz
  - Carl Meyer, nowozelandzki wioślarz
  - David Moretti, amerykański aktor
  - Jessica Zelinka, kanadyjska lekkoatletka, wieloboistka
- 1982:
  - Timo Achenbach, niemiecki piłkarz
  - Anja Althaus, niemiecka piłkarka ręczna
  - Sarah Burke, kanadyjska narciarka dowolna (zm. 2012)
  - Koen van de Laak, holenderski piłkarz
- 1983:
  - Ivana Abramović, chorwacka tenisistka
  - Roman Amojan, ormiański zapaśnik
  - Małgorzata Gapska, polska piłkarka ręczna, bramkarka
  - Alexander Klaws, niemiecki piosenkarz
- 1984:
  - André Cardoso, portugalski kolarz szosowy
  - Souleymane Dembélé, malijski piłkarz
  - David Fiegen, luksemburski lekkoatleta, średniodystansowiec
  - Wojciech Gaweł, polski brydżysta,
  - Joey Haywood, kanadyjski koszykarz pochodzenia trynidadzko-tobagijskiego
  - Garrett Hedlund, amerykański aktor, model
  - Paz de la Huerta, amerykańska aktorka, modelka
  - Joseph Kabagambe, ugandyjski piłkarz
  - Mario Mutsch, luksemburski piłkarz pochodzenia belgijskiego
  - T.J. Perkins, amerykański wrestler
- 1985:
  - Scott Carson, angielski piłkarz, bramkarz
  - Noëlle Chevigny, francuska siatkarka
  - Yūki Kaji, japoński aktor, seiyū
  - Majdi Siddiq, katarski piłkarz pochodzenia sudańskiego
- 1986:
  - Tiffany Géroudet, szwajcarska szpadzistka
  - Kathrin Lang, niemiecka biathlonistka
  - Akżurek Tanatarow, kazachski zapaśnik
  - Romana Vyňuchalová, słowacka koszykarka
  - Shaun White, amerykański snowboardzista
- 1987:
  - Allie, kanadyjska wrestlerka
  - Michaël D’Almeida, francuski kolarz torowy
  - Szymon Łukasiak, polski koszykarz
  - Modibo Maïga, malijski piłkarz
  - James Neal, kanadyjski hokeista
  - Tatjana Szemiakina, rosyjska lekkoatletka, chodziarka
- 1988:
  - Jérôme Boateng, niemiecki piłkarz pochodzenia ghańskiego
  - Sinan Bolat, turecki piłkarz, bramkarz
  - Karolina Florczak, polska siatkarka
  - Carla Suárez Navarro, hiszpańska tenisistka
  - Tine Urnaut, słoweński siatkarz
- 1989:
  - Daniel Ashley Addo, ghański piłkarz
  - Gusttavo Lima, brazylijski piosenkarz
  - Stephanie Niemer, amerykańska siatkarka
  - Martina Pinto, włoska aktorka
- 1990:
  - Brian Hansen, amerykański łyżwiarz szybki
  - Erin Rooney, nowozelandzka koszykarka
  - Jewgienij Timkin, rosyjski hokeista
  - Rita Volk, amerykańska aktorka, modelka pochodzenia uzbeckiego
- 1991:
  - Thomas Delaney, duński piłkarz
  - Ewa Kuls-Kusyk, polska saneczkarka
  - Mihail Sava, mołdawska zapaśniczka
  - Ewelina Skoczylas, polska lekkoatletka, sprinterka
- 1992:
  - Sara Da Col, włoska zapaśniczka
  - Sachie Ishizu, japońska tenisistka
  - Paweł Kapuła, polski dyrygent
  - Sebastian Lletget, amerykański piłkarz pochodzenia argentyńskiego
  - Sakszi Malik, indyjska zapaśniczka
  - Marko Petković, serbski piłkarz
  - Karolina Tałach, polska judoczka
  - Anna Warakomska, polska szachistka
- 1993:
  - Jurij Jakowenko, ukraiński piłkarz
  - Dawid Majoch, polski hokeista
  - Dominic Thiem, austriacki tenisista
- 1994:
  - Jarosław Podlesnych, rosyjski siatkarz
  - Sofia Polcanova, austriacka tenisistka stołowa pochodzenia mołdawskiego
- 1995:
  - Pascal Köpke, niemiecki piłkarz
  - Niklas Süle, niemiecki piłkarz
- 1996:
  - José Moreno, chilijski zapaśnik
  - Przemysław Mrozowicz, polski piłkarz ręczny
  - Neilson Powless, amerykański kolarz szosowy
  - Yoane Wissa, kongijski piłkarz
- 1997:
  - Benjamin Henno, francuski siatkarz
  - Bernard Tekpetey, ghański piłkarz
- 1998:
  - Brajan Chlebowski, polski bohater (zm. 2005)
  - Danuta Majcher, polska judoczka
- 1999:
  - Anna Berreiter, niemiecka saneczkarka
  - Rich Brian, indonezyjski raper, komik
  - Sarah Lagger, austriacka lekkoatletka, wieloboistka
  - Filip Maciejuk, polski kolarz szosowy i torowy
- 2000:
  - Ashley Boettcher, amerykańska aktorka
  - Brandon Williams, angielski piłkarz
- 2001:
  - Kaia Gerber, amerykańska aktorka, modelka
  - Klaudia Kazimierska, polska lekkoatletka, biegaczka średniodystansowa
- 2002:
  - Bill Antonio, zimbabwejski piłkarz
  - Chan Tia, kanadyjsko-chińska hokeistka
- 2003:
  - Arjun Erigaisi, indyjski szachista
  - Jack Dylan Grazer, amerykański aktor
  - Eileen Gu, amerykańsko-chińska narciarka dowolna
  - Tatiana Hurtado, kolumbijska zapaśniczka
  - Mark Kondratiuk, rosyjski łyżwiarz figurowy

## Zmarli
- 931 – Uda, cesarz Japonii (ur. 867)
- 1259 – Dytryk von Grüningen, inflancki mistrz krajowy zakonu krzyżackiego (ur. ?)
- 1313 – Anna Przemyślidka, królowa Czech, tytularna królowa Polski (ur. 1290)
- 1402 – Gian Galeazzo Visconti, władca Mediolanu (ur. 1351)
- 1427 – Konrad VI Dziekan, książę oleśnicki (ur. 1387–91)
- 1467 – Eleonora Aviz, infantka portugalska, cesarzowa rzymsko-niemiecka (ur. 1434)
- 1520 – Ippolito d’Este, włoski duchowny katolicki, arcybiskup Ostrzyhomia, kardynał (ur. 1479)
- 1578 – Giulio Feltre della Rovere, włoski kardynał (ur. 1533)
- 1592 – Robert Greene, angielski prozaik, dramaturg, krytyk literacki (ur. 1558)
- 1620 – Tymoteusz II, ekumeniczny patriarcha Konstantynopola (ur. ?)
- 1621 – Izák Abrahamides, słowacki duchowny protestancki, działacz reformacji, pisarz (ur. 1557)
- 1625 – Johann Speymann, niemiecki kupiec, rajca i burmistrz Gdańska (ur. 1563)
- 1632:
  - Bartłomiej Gutiérrez, meksykański augustianin, męczennik, błogosławiony (ur. 1580)
  - Hieronim od Krzyża Iyo, japoński tercjarz franciszkański, męczennik, błogosławiony (ur. ?)
  - Antoni Ishida Kyūtaku, japoński jezuita, męczennik, błogosławiony (ur. 1569)
  - Gabriel od św. Magdaleny Tarazona Rodríguez, hiszpański franciszkanin, męczennik, błogosławiony (ur. 1567)
  - Franciszek od Jezusa Terrero de Ortega Pérez, hiszpański augustianin, męczennik, błogosławiony (ur. 1597)
- 1634 – Jan Fryderyk, niemiecki duchowny protestancki, administrator arcybiskupstwa Bremy, książę-biskup Lubeki (ur. 1579)
- 1651 – Giovanni Giacomo Panciroli, włoski kardynał (ur. 1587)
- 1658 – Oliver Cromwell, angielski polityk, lord protektor Anglii, Szkocji i Irlandii, przywódca rewolucji angielskiej (ur. 1599)
- 1667 – Alonso Cano, hiszpański rzeźbiarz, malarz, architekt (ur. 1601)
- 1674 – Pieter Boel, flamandzki malarz, rysownik, rytownik (ur. 1622)
- 1679 – Brygida od Jezusa, włoska zakonnica, błogosławiona (ur. 1610)
- 1729 – Jean Hardouin, francuski jezuita, erudyta (ur. 1646)
- 1730 – Mikołaj Mavrocordat, hospodar Wołoszczyzny (ur. 1680)
- 1739 – George Lillo, brytyjski dramaturg (ur. 1693)
- 1750 – Jerzy Felicjan Sapieha, polski generał, polityk (ur. przed 1680)
- 1758 – Henry Howard, brytyjski arystokrata, polityk (ur. 1694)
- 1777 – Adam Zygmunt Pełka, polski szlachcic, urzędnik, polityk (ur. ?)
- 1792 – Ofiary masakr wrześniowych w czasie rewolucji francuskiej:
  - Andrzej Abel Alricy, francuski duchowny katolicki, męczennik, błogosławiony (ur. 1712)
  - Renat Maria Andrieux, francuski duchowny katolicki, męczennik, błogosławiony (ur. 1742)
  - Jan Chrzciciel Bottex, francuski duchowny katolicki, męczennik, błogosławiony (ur. 1749)
  - Mikołaj Colin, francuski duchowny katolicki, męczennik, błogosławiony (ur. 1730)
  - Sebastian Desbrielles, francuski duchowny katolicki, męczennik, błogosławiony (ur. 1739)
  - Ludwik Józef François, francuski duchowny katolicki, męczennik, błogosławiony (ur. 1751)
  - Michał Franciszek de la Gardette, francuski duchowny katolicki, męczennik, błogosławiony (ur. 1744)
  - Piotr Jan Garrigues, francuski duchowny katolicki, męczennik, błogosławiony (ur. 1725)
  - Piotr Guérin du Rocher, francuski duchowny katolicki, męczennik, błogosławiony (ur. 1731)
  - Robert Franciszek Guérin du Rocher, francuski duchowny katolicki, męczennik, błogosławiony (ur. 1736)
  - Iwo Andrzej Guillon de Keranrum, francuski duchowny katolicki, męczennik, błogosławiony (ur. 1748)
  - Józef Maria Gros, francuski duchowny katolicki, męczennik, błogosławiony (ur. 1742)
  - Jakub de la Lande, francuski duchowny katolicki, męczennik, błogosławiony (ur. 1735)
  - Ludwik Jan Mateusz Lanier, francuski duchowny katolicki, męczennik, błogosławiony (ur. 1753)
  - Jan Józef de Lavèze-Belay, francuski duchowny katolicki, męczennik, błogosławiony (ur. 1742)
  - Ludwik Franciszek Rigot, francuski duchowny katolicki, męczennik, błogosławiony (ur. 1751)
  - Marie-Thérèse-Louise de Savoie-Carignan, francuska arystokratka (ur. 1749)
  - Jan Antoni Józef de Villette, francuski duchowny katolicki, męczennik, błogosławiony (ur. 1731)
- 1800 – Elżbieta z Branickich Sapieżyna, polska szlachcianka (ur. 1734)
- 1808 – Philip Gidley King, brytyjski oficer marynarki, administrator kolonialny (ur. 1758)
- 1820 – Benjamin Latrobe, amerykański architekt pochodzenia brytyjskiego (ur. 1764)
- 1822 – Antonina Campi, polska śpiewaczka operowa (mezzosopran) (ur. 1773)
- 1836 – Daniel Mendoza, brytyjski bokser pochodzenia portugalsko-żydowskiego (ur. 1764)
- 1839:
  - Agnieszka Kim Hyo-ju, koreańska męczennica, święta (ur. 1816)
  - Barbara Kwŏn Hŭi, koreańska męczennica, święta (ur. 1794)
  - Jan Pak Hu-jae, koreański męczennik, święty (ur. 1798 lub 1799)
  - Maria Pak K’ŭn-agi, koreańska męczennica, święta (ur. 1786)
  - Barbara Yi Chŏng-hŭi, koreańska męczennica, święta (ur. 1799)
  - Maria Yi Yŏn-hŭi, koreańska męczennica, święta (ur. 1804)
- 1845 – Kazimierz Ostaszewski, polski ziemianin, rotmistrz (ur. 1756)
- 1846 – Stanisław Chołoniewski, polski hrabia, duchowny katolicki, publicysta, pisarz (ur. 1791)
- 1849 – Ernst von Feuchtersleben, austriacki lekarz, poeta, filozof (ur. 1806)
- 1854 – Jakub Tatarkiewicz, polski rzeźbiarz (ur. 1798)
- 1856 – Honório Hermeto Carneiro Leão, brazylijski prawnik, polityk, dyplomata (ur. 1801)
- 1859 – Karl von Abel, niemiecki polityk (ur. 1788)
- 1862 – Shūsaku Hon'inbō, japoński gracz w go (ur. 1829)
- 1868 – Richard Spencer, amerykański rolnik, polityk (ur. 1796)
- 1870 – George Wurtz Hughes, amerykański polityk (ur. 1806)
- 1872 – Oskar Flatt, polski krajoznawca, dziennikarz (ur. 1822)
- 1877 – Louis Adolphe Thiers, francuski polityk, prezydent Francji (ur. 1797)
- 1883 – Iwan Turgieniew, rosyjski pisarz (ur. 1818)
- 1884 – Paweł Kukolnik, rosyjski i litewski poeta, historyk, wykładowca akademicki pochodzenia polsko-słowackiego (ur. 1795)
- 1893 – Napoleon Hieronim Bonaparte, francuski pułkownik (ur. 1830)
- 1901:
  - Friedrich Chrysander, niemiecki muzykolog, krytyk i publicysta muzyczny, pedagog (ur. 1826)
  - Ambroży (Kluczariow), rosyjski biskup prawosławny (ur. 1820)
- 1904 – Heinrich Köbner, niemiecki dermatolog (ur. 1838)
- 1909 – Hugh Mclean, amerykański kolarz torowy (ur. ?)
- 1910 – Lorenzo Petris de Dolammare, włoski duchowny katolicki, biskup Pulty i Sapy w Albanii (ur. 1835)
- 1911 – Jan Brandt, polski ludoznawca, regionalista, działacz narodowy i niepodległościowy, publicysta (ur. 1860)
- 1912 – Maurycy Silberstein, polski architekt pochodzenia żydowskiego (ur. 1857)
- 1914 – Albéric Magnard, francuski kompozytor (ur. 1865)
- 1915 – Kolos Ferenc Vaszary, węgierski duchowny katolicki, arcybiskup ostrzyhomski i prymas Węgier, kardynał (ur. 1832)
- 1917 – Otto Hartmann, niemiecki pilot wojskowy, as myśliwski (ur. 1889)
- 1918 – Władysław Olechnowicz, polski psychiatra, antropolog, etnograf, archeolog (ur. 1848)
- 1919 – Paul Linke, niemiecki malarz (ur. 1844)
- 1920:
  - Katarzyna Jaczynowska, polska pianistka, pedagog (ur. 1872)
  - Michał Kaukus, polski starszy ułan (ur. 1898)
- 1922:
  - Jacob Katzenstein, niemiecki otorynolaryngolog, wykładowca akademicki (ur. 1864)
  - René Tartara, francuski pływak (ur. 1881)
- 1924:
  - Josyf Huryk, ukraiński polityk (ur. 1853)
  - Dario Resta, brytyjski kierowca wyścigowy pochodzenia włoskiego (ur. 1882)
- 1925 – Tadeusz Wnorowski, polski porucznik piechoty (ur. ?)
- 1926 – Edward Adamski, polski generał brygady (ur. 1867)
- 1927 – Ferdynand Karo, polski farmaceuta, botanik, uczestnik powstania styczniowego (ur. 1845)
- 1929 – Jan Kanty Steczkowski, polski ekonomista, prawnik, polityk, minister skarbu, premier Rady Regencyjnej (ur. 1862)
- 1930 – Alfons Poller, austriacki lekarz (ur. 1879)
- 1932:
  - Daniił Elmień, czuwaski i radziecki polityk (ur. 1885)
  - Pawlik Morozow, radziecki pionier (ur. 1918)
  - Zhang Zongchang, chiński generał (ur. 1881)
- 1933:
  - Leonardo Bistolfi, włoski rzeźbiarz, polityk (ur. 1859)
  - Edward Cetnarowski, polski ginekolog, działacz sportowy (ur. 1877)
  - Jean Wilson, kanadyjska łyżwiarka szybka pochodzenia szkockiego (ur. 1910)
- 1935 – Franciszek Henryk Nowicki, polski poeta, taternik (ur. 1864)
- 1937 – Emil Lindh, fiński żeglarz sportowy (ur. 1867)
- 1938:
  - Fiodor Eichmans, radziecki major bezpieczeństwa państwowego pochodzenia niemiecko-bałtyckiego (ur. 1897)
  - Aleksandr Tarasow-Rodionow, radziecki pisarz, rewolucjonista (ur. 1885)
- 1939:
  - Konstanty Dobrzyński, polski poeta (ur. 1908)
  - Wacław Grandys, polski podporucznik obserwator (ur. 1914)
  - Wacław Soldan, polski lekkoatleta, średnio- i długodystansowiec, żołnierz (ur. 1912)
  - Jan Wrzosek, polski major (ur. 1895)
- 1940:
  - Robert Horne, brytyjski prawnik, polityk (ur. 1871)
  - Irma Sztáray, węgierska arystokratka (ur. 1863)
- 1941:
  - Aleksandr Iljin-Żeniewski, rosyjski szachista, działacz bolszewicki, dyplomata, pisarz (ur. 1894)
  - Martin Meulenberg, niemiecki duchowny katolicki, wikariusz apostolski Islandii (ur. 1872)
- 1942:
  - Max Bodenstein, niemiecki chemik fizyczny, wykładowca akademicki (ur. 1871)
  - Szmuel Bresław, żydowski publicysta, redaktor, działacz ruchu oporu w getcie warszawskim (ur. 1920)
  - Hans-Albrecht Herzner, niemiecki oficer Abwehry (ur. 1907)
  - Edmund Horowski, polski porucznik, uczestnik konspiracji antyhitlerowskiej (ur. 1904)
  - Icchak Rochczyn, żydowski działacz syjonistyczno-rewizjonistycznej organizacji Betar, dowódca powstania w getcie w Łachwie (ur. 1915)
- 1943 – Albert Carsten, niemiecki architekt pochodzenia żydowskiego (ur. 1859)
- 1944 – Polegli w powstaniu warszawskim:
  - Roman Rozmiłowski, polski major, żołnierz AK (ur. 1915)
  - Włodzimierz Szawernowski, polski inżynier, budowniczy portów (ur. 1872)
  - Jerzy Szyndler, polski aktor, reżyser i publicysta teatralny (ur. 1898)
  - Jerzy Tyczyński, polski plutonowy podchorąży, żołnierz AK (ur. 1923)
- 1944:
  - Friedrich Alpers, niemiecki polityk nazistowski (ur. 1901)
  - František Drdla, czeski kompozytor, skrzypek (ur. 1868)
  - Ernst de Jonge, holenderski wioślarz (ur. 1914)
- 1946:
  - Paul Lincke, niemiecki dyrygent, kompozytor (ur. 1866)
  - Mieczysław Małecki, polski językoznawca, slawista, wykładowca akademicki (ur. 1903)
  - Moriz Rosenthal, polski pianista pochodzenia żydowskiego (ur. 1862)
- 1947 – Zofia Rabcewicz, polska pianistka, jurorka (ur. 1870)
- 1948:
  - Edvard Beneš, czechosłowacki polityk, prezydent Czechosłowacji (ur. 1884)
  - Abraham Myerson, amerykański psychiatra, neurolog, socjolog (ur. 1881)
- 1949 – Vilhelm Ekelund, szwedzki poeta, eseista, aforysta (ur. 1880)
- 1950 – Traian Vuia, rumuński pionier lotnictwa, konstruktor (ur. 1872)
- 1951:
  - Theodor Roemer, niemiecki agronom, hodowca roślin (ur. 1883)
  - Dmytro Werhun, ukraiński poeta (ur. 1871)
  - Siergiej Woronow, francuski chirurg pochodzenia rosyjskiego (ur. 1866)
- 1953:
  - Rudolf Matz, polski konstruktor lotniczy, szybownik (ur. 1903)
  - Ernst Ruge, niemiecki lekarz, polityk (ur. 1878)
- 1954:
  - Aleksander Olchowicz, polski dziennikarz, działacz wojskowy, polityk (ur. 1898)
  - Eugene Pallette, amerykański aktor (ur. 1889)
  - Willem Putman, flamandzki prozaik, dramaturg (ur. 1900)
- 1956 – Walter Warzecha, niemiecki generaladmiral Kriegsmarine (ur. 1891)
- 1960:
  - Ed Carmichael, amerykański gimnastyk (ur. 1907)
  - Bolesław Talago, polski inżynier mierniczy, wydawca (ur. 1886)
- 1961:
  - Diana Blumenfeld, polska aktorka, piosenkarka pochodzenia żydowskiego (ur. 1903)
  - Stanisław Jagmin, polski rzeźbiarz, ceramik (ur. 1875)
  - Jan Matzal Troska, czeski pisarz (ur. 1881)
- 1962:
  - Siemion Ajzensztejn, rosyjski inżynier, elektrotechnik, wynalazca, wykładowca akademicki, publicysta, emigrant (ur. 1884)
  - Dorothy Brookshaw, kanadyjska lekkoatletka, sprinterka (ur. 1912)
  - E.E. Cummings, amerykański poeta, dramaturg (ur. 1894)
- 1964:
  - Mario Lusiani, włoski kolarz torowy i szosowy (ur. 1903)
  - Joseph Marx, austriacki kompozytor, krytyk muzyczny, pedagog (ur. 1882)
- 1966:
  - Fu Lei, chiński krytyk literacki, tłumacz (ur. 1908)
  - Irving Klaw, amerykański fotograf, reżyser filmów erotycznych (ur. 1910)
  - Cécile Sorel, francuska aktorka (ur. 1873)
- 1967:
  - James Dunn, amerykański aktor (ur. 1901)
  - Juliusz Rómmel, polski generał dywizji (ur. 1881)
  - Ludwik Zaturski, polski artysta fotograf, fotoreporter, filmowiec (ur. 1905)
- 1968 – Dmitrij Onika, radziecki generał pułkownik, polityk (ur. 1910)
- 1969 – Antonio De Mare, argentyński piłkarz (ur. 1909)
- 1970:
  - Frank Cervell, szwedzki szpadzista (ur. 1907)
  - Józef Mineyko, polski ziemianin, bankowiec (ur. 1879)
  - Alan Wilson, amerykański gitarzysta, członek zespołu Canned Heat (ur. 1943)
- 1971 – Elías Fernández, argentyński piłkarz (ur. 1891)
- 1973:
  - Wiktor Czistochwałow, rosyjski piłkarz, trener (ur. 1921)
  - Rufino Santos, filipiński duchowny katolicki, arcybiskup Manili, kardynał (ur. 1908)
  - Juliusz Sas-Wisłocki, polski prawnik, adwokat, polityk narodowy, monarchista (ur. 1909)
- 1974:
  - Thomas Battersby, brytyjski pływak (ur. 1887)
  - Romuald Gutt, polski architekt (ur. 1888)
  - Harry Partch, amerykański kompozytor (ur. 1901)
- 1975:
  - Gieorgij Chietagurow, radziecki generał armii, polityk (ur. 1903)
  - Iwan Majski, sowiecki dyplomata i historyk (ur. 1884)
- 1976 – Kees Pijl, holenderski piłkarz, trener (ur. 1897)
- 1978 – Piotr Tatarynowicz, białoruski duchowny katolicki, teolog, poeta, prozaik, publicysta, tłumacz, pedagog, działacz społeczny i narodowy (ur. 1896)
- 1979:
  - Wincenty Okołowicz, polski geograf (ur. 1906)
  - Juan Pablo Pérez Alfonso, wenezuelski prawnik, polityk, dyplomata (ur. 1903)
  - Jan Sunderland, polski fotograf, krytyk sztuki (ur. 1891)
- 1980 – Edward Bullard, brytyjski geofizyk (ur. 1907)
- 1981 – Theodore Roszak, amerykański rzeźbiarz pochodzenia polskiego (ur. 1907)
- 1982:
  - Carlo Alberto Dalla Chiesa, włoski generał karabinierów (ur. 1920)
  - Hércules de Miranda, brazylijski piłkarz (ur. 1912)
  - Roger Quinche, szwajcarski piłkarz (ur. 1922)
- 1983:
  - Marian Friedmann, polski aktor (ur. 1917)
  - József Takács, węgierski piłkarz (ur. 1904)
- 1984 – Leszek Sołonowicz, polski architekt (ur. 1931)
- 1985:
  - Jerzy Dziewicki, polski dziennikarz, publicysta, działacz społeczny (ur. 1918)
  - Jo Jones, amerykański perkusista jazzowy (ur. 1911)
- 1986 – Wirgiliusz Gryń, polski aktor (ur. 1928)
- 1987:
  - Morton Feldman, amerykański kompozytor pochodzenia żydowskiego (ur. 1926)
  - Wiktor Niekrasow, rosyjski prozaik, dysydent (ur. 1911)
- 1988:
  - Adam Mauersberger, polski historyk, krytyk literacki, eseista, tłumacz (ur. 1910)
  - Ferenc Sas, węgierski piłkarz (ur. 1915)
- 1989:
  - John Augustine Collins, australijski wiceadmirał (ur. 1899)
  - Sten Mellgren, szwedzki piłkarz (ur. 1900)
  - Gaetano Scirea, włoski piłkarz (ur. 1953)
  - Jan Trepczyk, kaszubski poeta, pieśniarz (ur. 1907)
- 1990:
  - Mieczysław Fogg, polski piosenkarz (ur. 1901)
  - Jan Młynarek, polski kat (ur. 1921)
- 1991:
  - Józef Balcerak, polski dziennikarz, działacz jazzowy (ur. 1915)
  - Frank Capra, amerykański reżyser filmowy pochodzenia włoskiego (ur. 1897)
  - Elvira Godeanu, rumuńska aktorka (ur. 1904)
- 1992 – Wojciech Bartel, polski prawnik (ur. 1923)
- 1994 – Zofia Grabińska, polska aktorka, piosenkarka (ur. 1922)
- 1995 – Earle Birney, kanadyjski prozaik, poeta (ur. 1904)
- 1996:
  - Julian Amery, brytyjski polityk (ur. 1919)
  - Emily Kame Kngwarreye, aborygeńska malarka (ur. 1910)
- 1997 – Zdravko Malić, chorwacki literaturoznawca, tłumacz, poeta (ur. 1933)
- 1998 – Jacek Płuciennik, polski piłkarz (ur. 1970)
- 2000 – Asaf Abdrachmanow, radziecki kapitan (ur. 1918)
- 2001 – Thùy Trang, amerykańska aktorka pochodzenia wietnamskiego (ur. 1973)
- 2002:
  - Józefa Radzymińska, polska wojskowa, pisarka, poetka, tłumaczka (ur. 1921)
  - Ted Ross, amerykański aktor (ur. 1934)
- 2003 – Andrzej Nartowski, polski koszykarz (ur. 1931)
- 2004:
  - Maria Białobrzeska, polska botanik, wykładowczyni akademicka (ur. 1921)
  - Bogdan Pięczka, polski teoretyk literatury, dydaktyk, genolog, wykładowca akademicki (ur. 1935)
- 2005 – William H. Rehnquist, amerykański prawnik, prezes Sądu Najwyższego (ur. 1924)
- 2006:
  - Edmund Migoś, polski żużlowiec (ur. 1937)
  - Annemarie Wendl, niemiecka aktorka (ur. 1914)
- 2007:
  - Abu Mohammed al-Aafri, iracki terrorysta (ur. ?)
  - Jeffrey Albrecht, amerykański klawiszowiec, członek zespołu New Bohemians (ur. 1973)
  - Woody Sauldsberry, amerykański koszykarz (ur. 1934)
  - Jane Tomlinson, brytyjska lekkoatletka, działaczka charytatywna (ur. 1964)
- 2008:
  - Joan Segarra, hiszpański piłkarz, trener (ur. 1927)
  - Géo Voumard, szwajcarski pianista jazzowy, producent muzyczny (ur. 1920)
- 2009:
  - Teresa Borowska, polska pedagog, teoretyk wychowania (ur. 1945)
  - Anna-Maria Müller, niemiecka saneczkarka (ur. 1949)
  - Juchym Szkolnykow, ukraiński piłkarz, trener (ur. 1939)
- 2010:
  - Bogdan Paprocki, polski śpiewak operowy (tenor) (ur. 1919)
  - José Augusto Torres, portugalski piłkarz, trener (ur. 1938)
- 2011:
  - Andrzej Maria Deskur, polski kardynał (ur. 1924)
  - Finn Helgesen, norweski łyżwiarz szybki (ur. 1919)
  - Sándor Képíró, węgierski zbrodniarz wojenny (ur. 1914)
- 2012:
  - Griselda Blanco, kolumbijska przestępczyni (ur. 1943)
  - Michael Clarke Duncan, amerykański aktor (ur. 1957)
  - Waldemar Kocoń, polski piosenkarz (ur. 1949)
  - Sun Myung Moon, koreański założyciel i przywódca Ruchu pod Wezwaniem Ducha Świętego na Rzecz Zjednoczenia Chrześcijaństwa Światowego (ur. 1920)
- 2013:
  - José Ramón Larraz, hiszpański reżyser i scenarzysta filmowy (ur. 1929)
  - Don Meineke, amerykański koszykarz (ur. 1930)
- 2014:
  - Kasym Tölebekow, kazachski i radziecki polityk (ur. 1935)
  - Tadeusz Wiśniewski, polski nauczyciel, polityk, poseł na Sejm PRL (ur. 1913)
- 2015 – Loris Campana, włoski kolarz torowy (ur. 1926)
- 2016:
  - Norman Kwong, kanadyjski futbolista, działacz sportowy, polityk pochodzenia chińskiego (ur. 1929)
  - Claudio Olinto de Carvalho, brazylijski piłkarz (ur. 1942)
  - Michał Serzycki, polski prawnik, urzędnik państwowy (ur. 1971)
  - Jean-Christophe Yoccoz, francuski matematyk (ur. 1957)
- 2017:
  - John Ashbery, amerykański poeta (ur. 1927)
  - Wiktor Krasin, rosyjski ekonomista, dysydent, obrońca praw człowieka (ur. 1929)
  - Sugar Ramos, kubański bokser (ur. 1941)
- 2018:
  - Lydia Clarke, amerykańska aktorka (ur. 1923)
  - Dżalaluddin Hakkani, afgański mułła, dowódca wojskowy (ur. 1939)
  - Ju Kyu Ch’ang, północnokoreański generał, polityk (ur. 1928)
  - Stanisław Olczak, polski historyk, wykładowca akademicki (ur. 1936)
  - Jacqueline Pearce, brytyjska aktorka (ur. 1943)
  - Katyna Ranieri, włoska aktorka, piosenkarka (ur. 1925)
- 2019:
  - Athanase Bala, kameruński duchowny katolicki, biskup Bafii (ur. 1927)
  - Jerzy Dominik, polski aktor, reżyser dubbingu (ur. 1955)
  - Halvard Hanevold, norweski biathlonista (ur. 1969)
  - Peter Lindbergh, niemiecki fotograf, reżyser filmów dokumentalnych (ur. 1944)
  - Carol Lynley, amerykańska aktorka (ur. 1942)
  - José de Jesús Pimiento Rodríguez, kolumbijski duchowny katolicki, arcybiskup Manizales, kardynał (ur. 1919)
  - Romuald Szejd, polski aktor (ur. 1938)
- 2020:
  - Zdzisław Bradel, polski działacz opozycji antykomunistycznej, samorządowiec, polityk (ur. 1950)
  - Michael Cleary, irlandzki duchowny katolicki, biskup Bandżulu w Gambii (ur. 1925)
  - Birol Ünel, turecki aktor (ur. 1961)
- 2021:
  - Barbara Inkpen, brytyjska lekkoatletka, skoczkini wzwyż (ur. 1949)
  - Bernadetta Matuszczak, polska kompozytorka (ur. 1931)
- 2022:
  - Shavez Hart, bahamski lekkoatleta, sprinter (ur. 1992)
  - Lucyna Mrozik, polska polityk, poseł na Sejm PRL (ur. 1949)
  - Thomas Müller, niemiecki judoka (ur. 1966)
  - Józef Sanecki, polski geodeta, nawigator, wykładowca akademicki, pułkownik (ur. 1936)
  - Krystyna Szafraniec, polska socjolog, wykładowczyni akademicka (ur. 1955)
- 2023:
  - Gilberto Hernández, panamski piłkarz (ur. 1997)
  - Marek Wilczyński, polski historyk, wykładowca akademicki (ur. 1959)
  - Piotr Winczura, polski wioślarz (ur. 1957)
- 2024:
  - Kazimierz Działocha, polski prawnik, sędzia Trybunału Konstytucyjnego, polityk, senator i poseł na Sejm RP (ur. 1932)
  - Alberto Jorge, argentyński piłkarz, trener (ur. 1950)
  - Igor Spasski, rosyjski inżynier, naukowiec, projektant łodzi podwodnych (ur. 1926)